# Kaiser-Franz-Josefs-Höhe
Kaiser-Franz-Josefs-Höhe – część wysokogórskiej drogi Großglockner-Hochalpenstraße. Jej koniec znajduje się w pobliżu lodowca Pasterze na wysokości 2369 m n.p.m. 

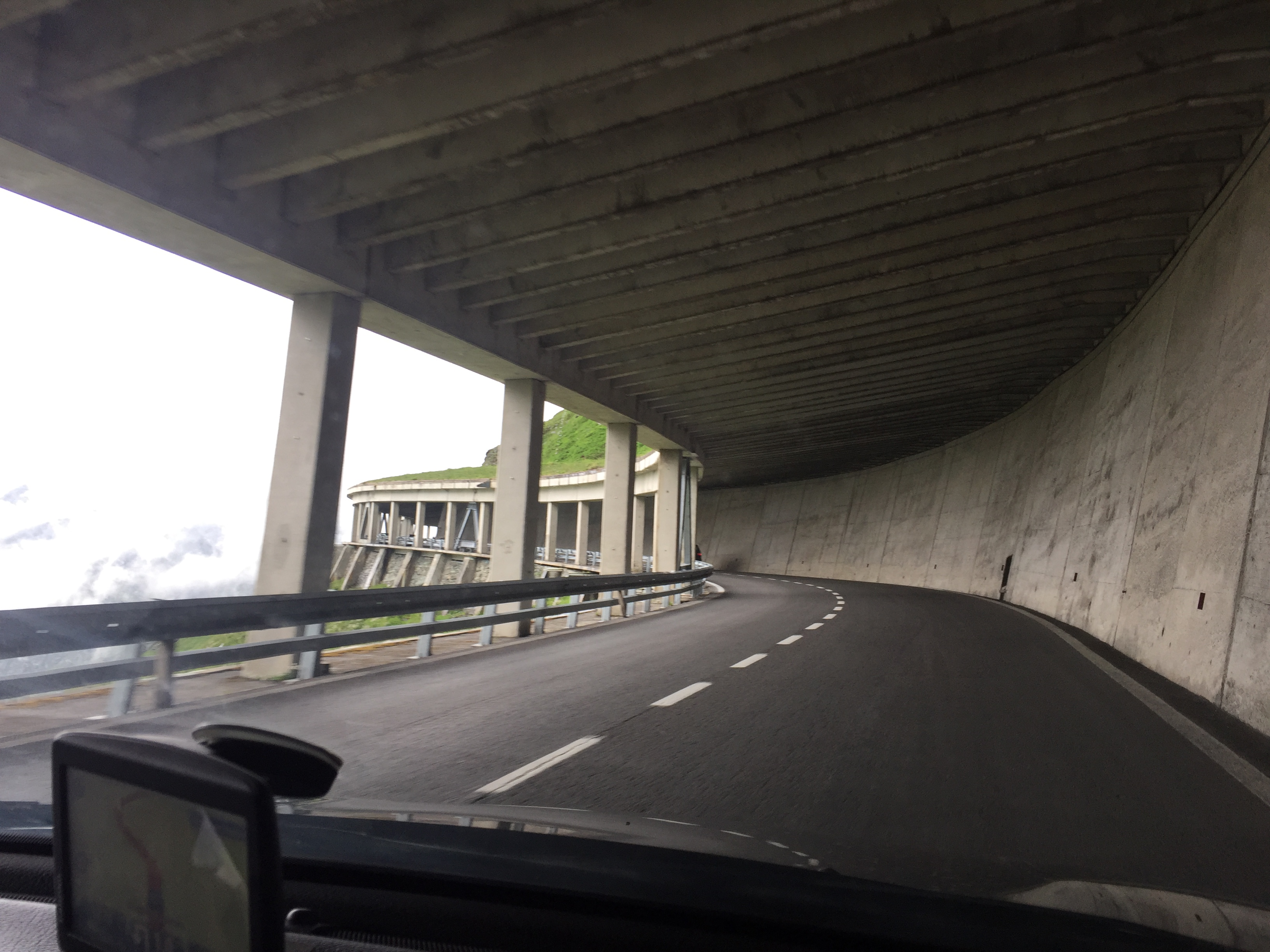
droga Kaiser-Franz-Josefs-Höhe
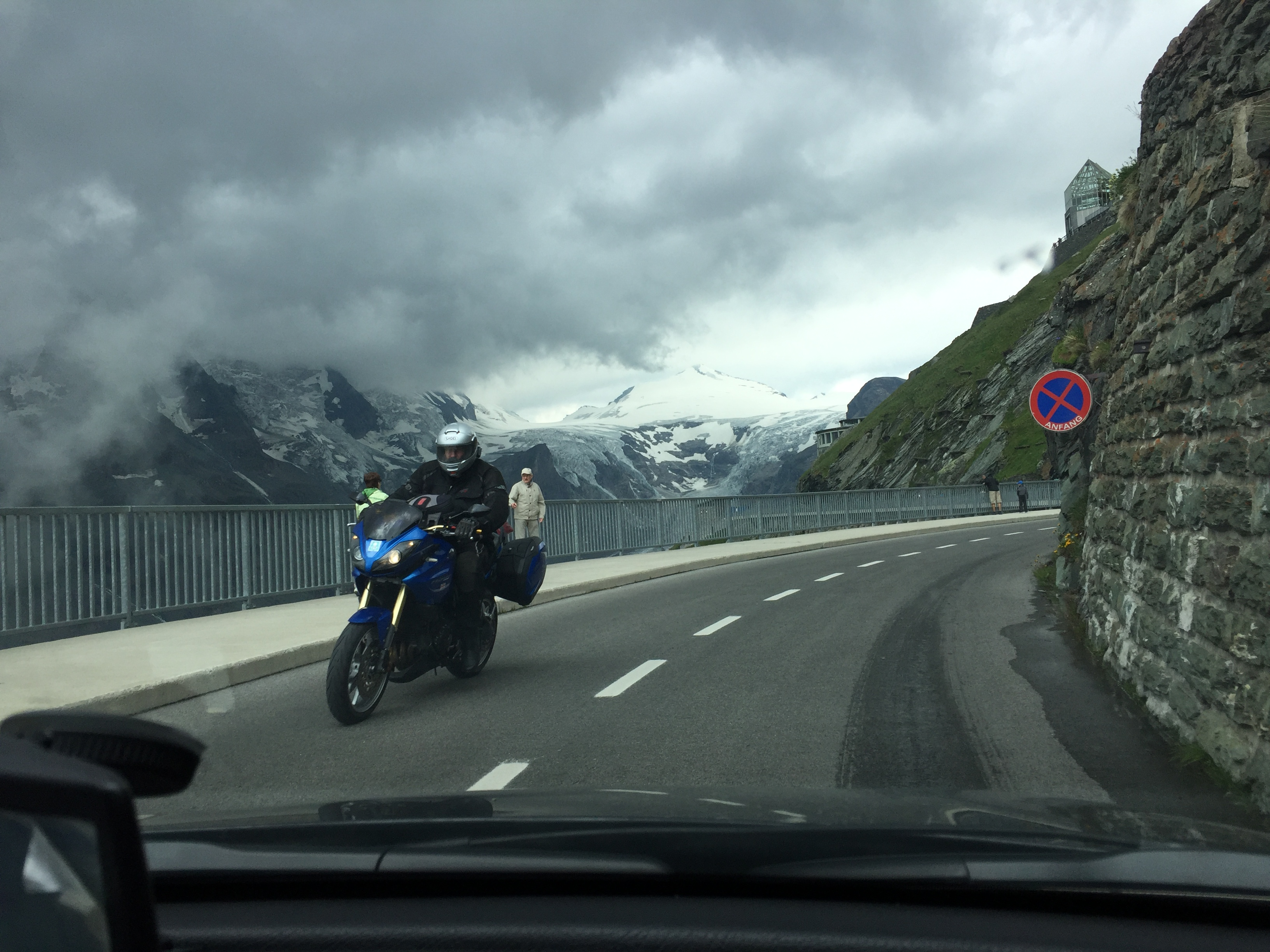
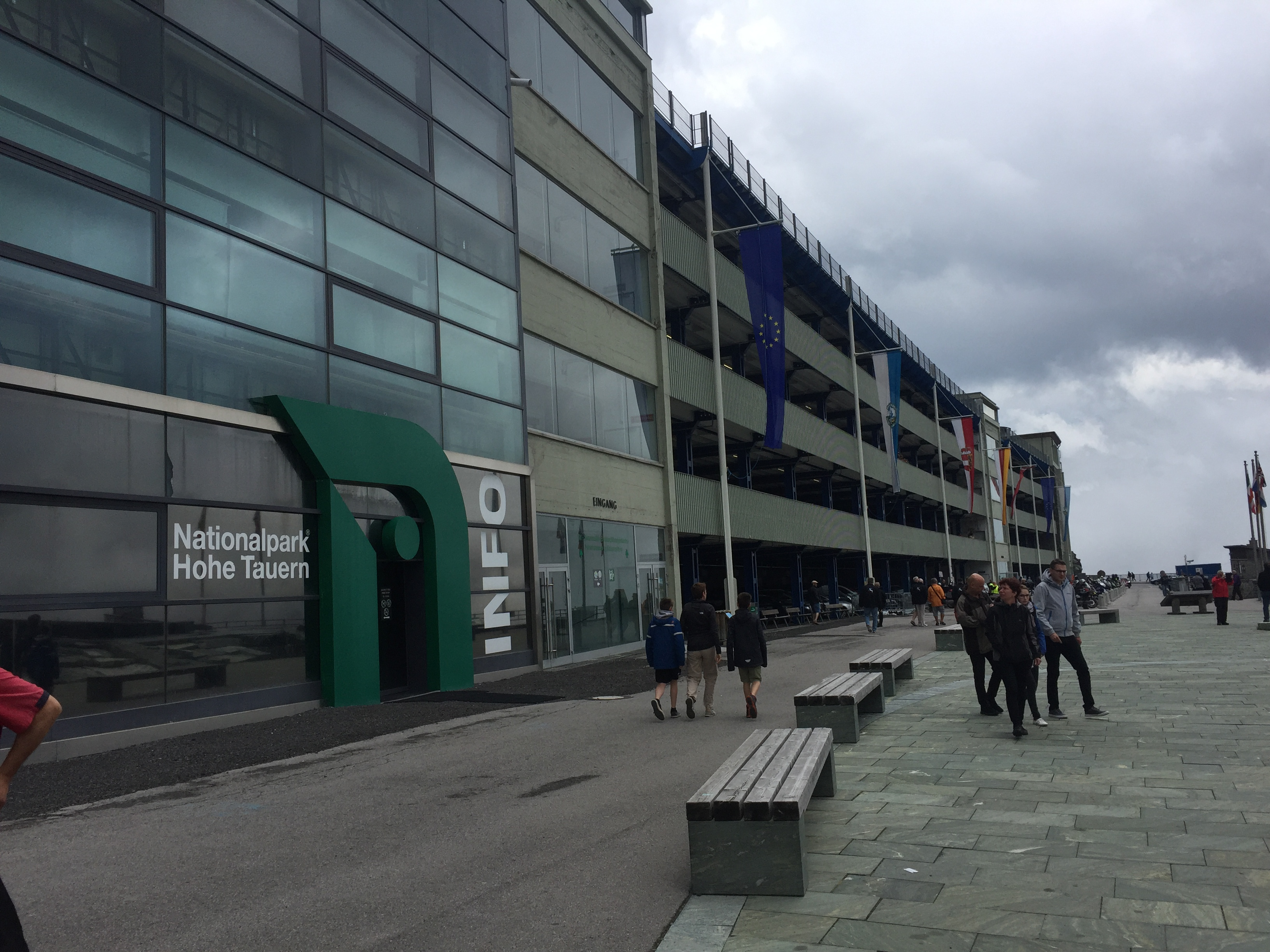
Centrum edukacyjne oraz piętrowy parking
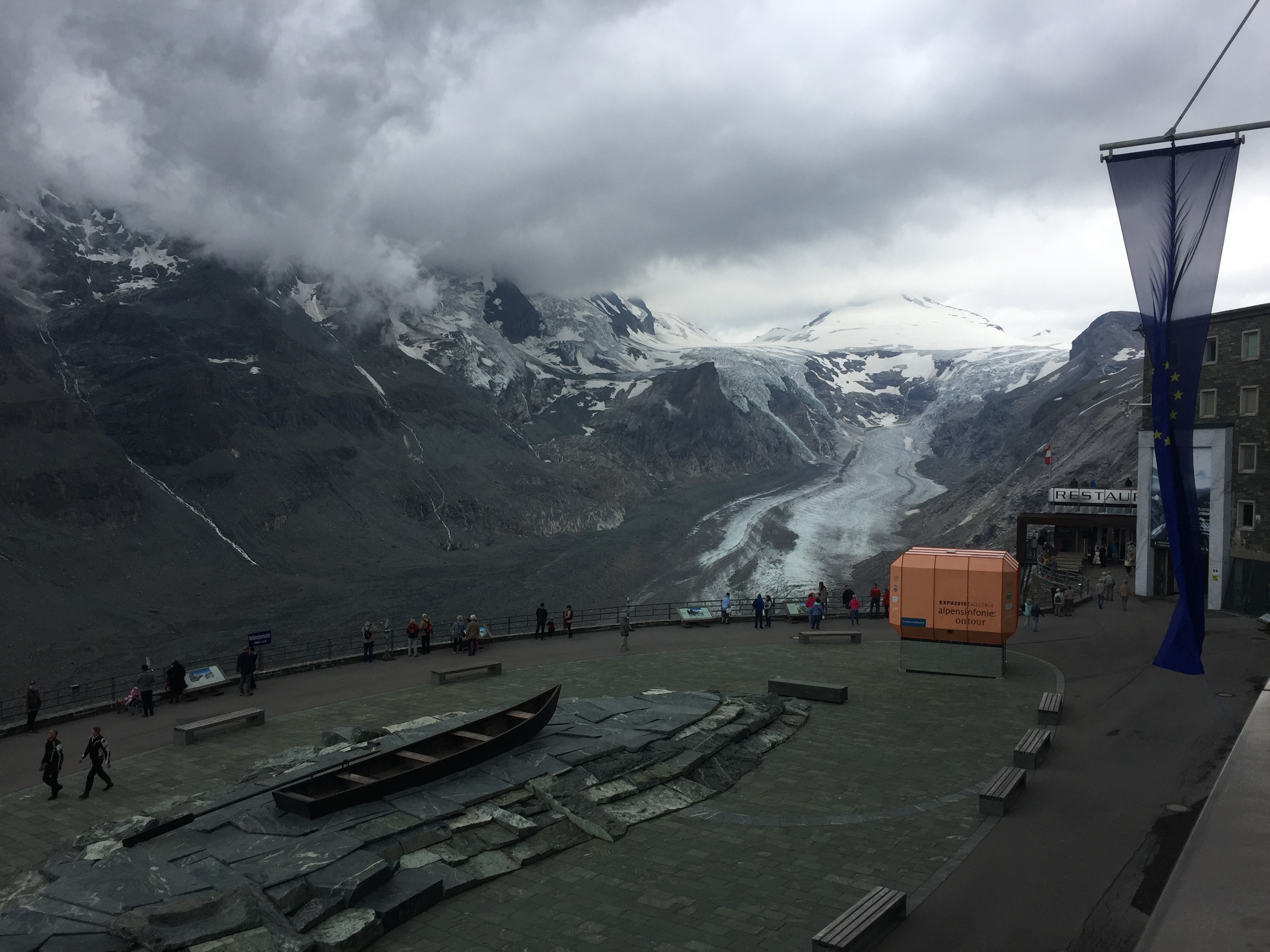
zakończenie Kaiser-Franz-Josefs-Höhe z widokiem na lodowiec Pasterze